# Gorgerin

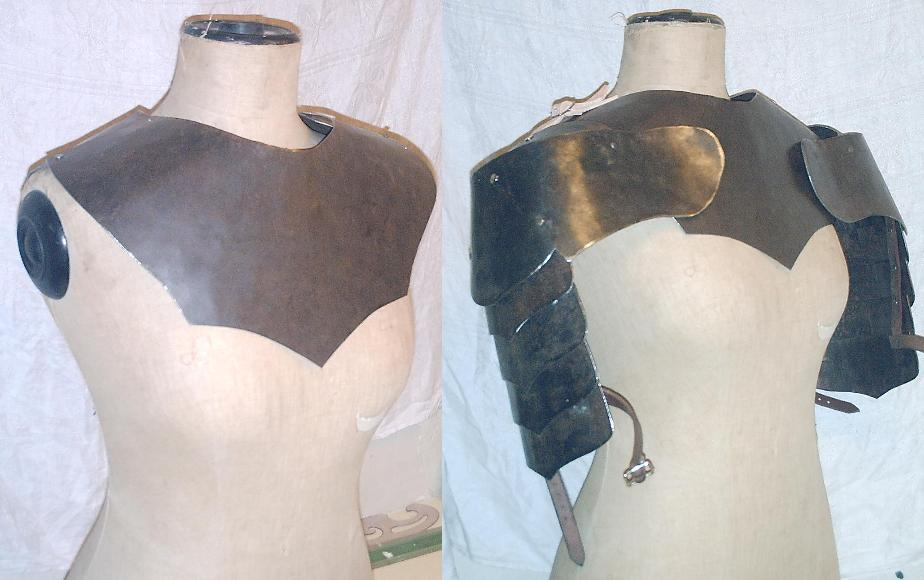
Photo d'un gorgerin sans et avec spalières.

Le gorgerin (parfois aussi nommé collerette ou guloie dans l'ancien français) est une pièce d'armure généralement en acier, quelquefois en cuir, qui se porte autour du cou et visant à protéger la gorge et en partie la clavicule du porteur.

## Description
Le gorgerin, à proprement parler, apparaît au milieu du XIVe siècle avec la multiplication des pièces de plaque sur les combattants. 
D'abord de facture simple, cette pièce devient plus complexe en intégrant quelques articulations au niveau du cou, notamment des parties avant et arrière qui se bouclent au-dessus de l'épaule droite par une sangle.
Des spalières peuvent être attachées au gorgerin.
On confond souvent la bavière avec le gorgerin, la différence étant que la bavière est dotée d'une coque, articulée ou non, venant protéger le cou et le menton.

## Gorgerin et gorgerette
Les deux mots sont parfois confondus, par exemple par Léon Daudet : « En dépit des ordonnances religieuses les filles d’Amboise, quelques-unes fort belles et coquettes, gardaient les bras et les épaules nus, ne conservant qu’un léger gorgerin, ce dont ni le roi François, ni les gens de cour ne se plaignaient, et à certaines, l’ardeur du soleil faisait des peaux ambrées, ou dorées de maugrabines. » Léon Daudet, Un amour de Rabelais, Paris, Flammarion, 1933, p. 7 (chapitre 1 "Le roi François").